# Evighetsgrynnan
Evighetsgrynnan är en klippa nära Husskär i Nagu,  Finland.   Den ligger i Pargas stad i den ekonomiska regionen  Åboland  och landskapet Egentliga Finland. Ön ligger omkring 6 kilometer sydväst om Husskär, omkring 30 kilometer söder om Nagu kyrka,  60 kilometer söder om Åbo och 160 km väster om Helsingfors. Närmaste allmänna förbindelse är förbindelsebryggan vid Borstö som trafikeras av M/S Nordep.
Terrängen runt Evighetsgrynnan är mycket platt.